# Grammoptera coerulea
Grammoptera coerulea là một loài bọ cánh cứng trong họ Cerambycidae.